# Amsacta corsima
Amsacta corsima är en fjärilsart som beskrevs av Swinhoe 1892. Amsacta corsima ingår i släktet Amsacta och familjen björnspinnare. Inga underarter finns listade i Catalogue of Life.